# Vånga kyrka, Östergötland

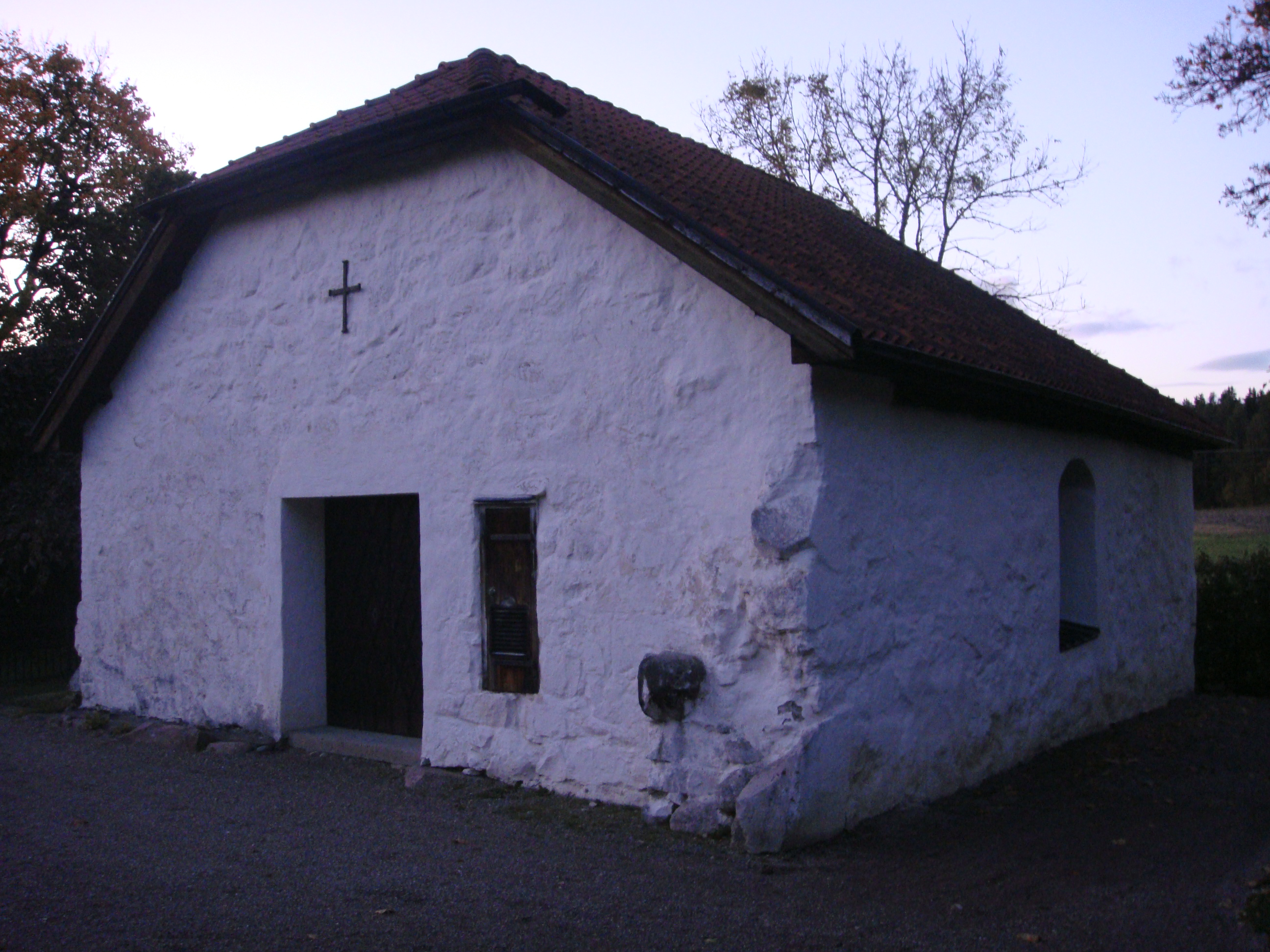
Medeltidskyrkan i Vånga, var tillägnad Sankt Olof. Det är endast en del som återstår och den har använts som gravkapell.

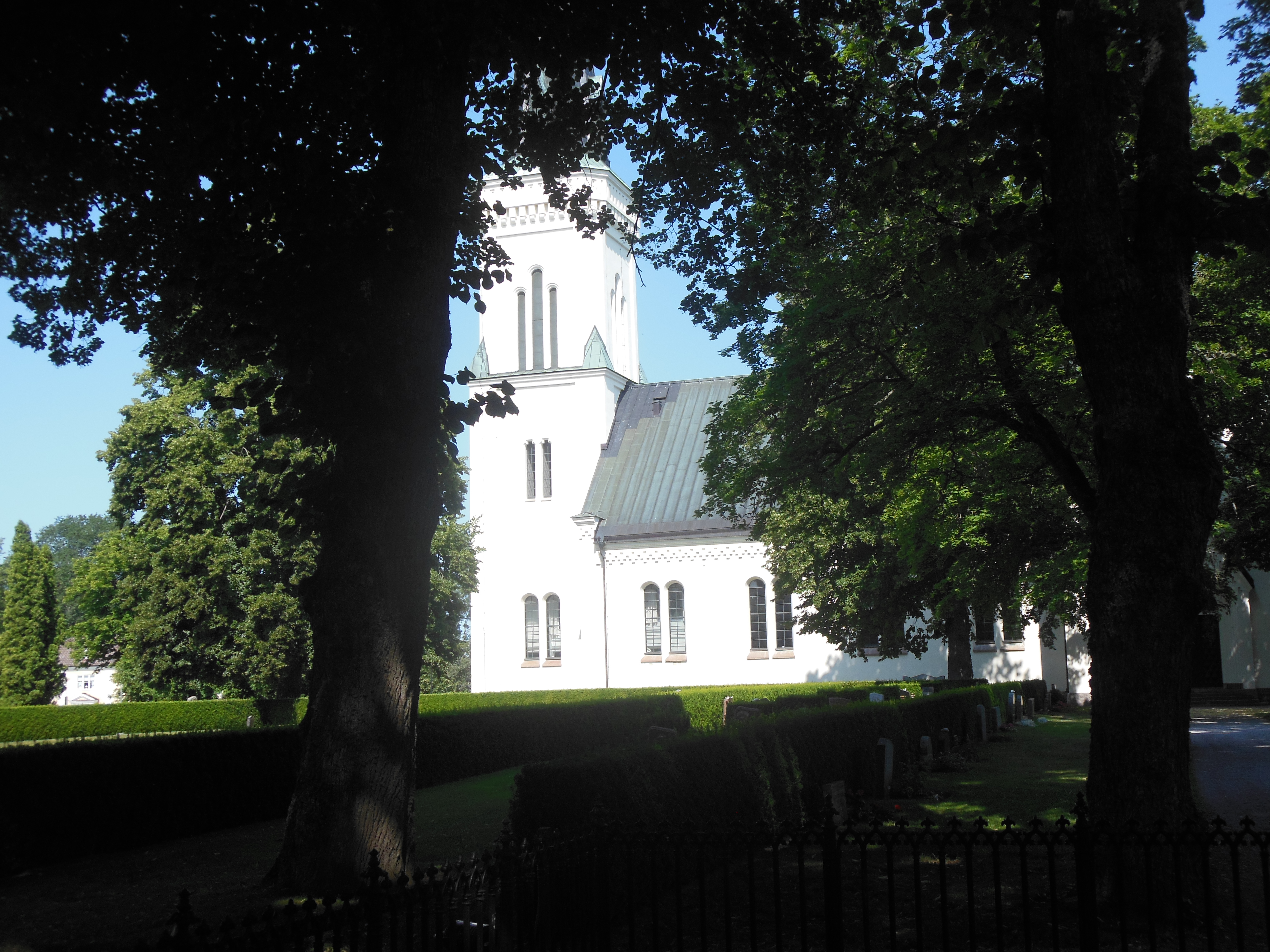
Vånga kyrka från sidan

Vånga kyrka är en kyrkobyggnad i Vånga i Vånga socken, Östergötland och Norrköpings kommun. Den ligger en knapp mil väster om Skärblacka och tillhör Borgs församling i Linköpings stift.

## Kyrkobyggnaden
Kyrkan uppfördes i nygotik 1864 efter ritningar av arkitekten Fredrik Wilhelm Scholander, men fick byggas upp på nytt med de gamla murarna som bas, då kyrkan brann i samband med åsknedslag den 22 maj 1959, varvid kyrkorummets och tornets tak, kyrkbänkar, orgel och klockor förstördes. Då var kyrkan nyligen restaurerad. Arkitekten bakom detta nybyggnadsprojekt var Erik Lundberg. Invigningen ägde rum den 22 maj 1962. 
En renovering skedde åren 2022-2023. Församlingssalen i kyrkans västra del utvidgades och fick ett nytt kök. Predikstolen flyttades åt sidan och några bänkar togs bort i kyrkans västra del. Arkitekt var Helena Sandekull. 
Vånga kyrka har som många andra östgötska kyrkor en medeltida föregångare, men till skillnad mot de flesta andra står resterna av den gamla gråstenskyrkan från 1200-talet kvar i närheten och används i dag som gravkapell. Intill detta finns Mannerheims familjegrav, ett gravmonument över de forna ägarna till Grensholm i Vånga socken.

## Inventarier
- Altarskåp av ek från verkstad i Östergötland under 1400-talets sista fjärdedel.
- Krucifix i trä från verkstad i Östergötland under 1300-talets andra fjärdedel.

- I kyrkans torn hänger två kyrkklockor. Stora klockan är gjuten år 1736, omgjuten senast år 1960 av Bergholtz klockgjuteri. Klockan väger omkring 1000 kg. Lilla klockan är gjuten år 1960 av Bergholtz klockgjuteri. Klockan väger omkring 600 kg. Slagtonerna är e1 och fiss1.

## Orglar

### Kronologi
- 1716: Organisten och amatörorgelbyggaren Carl Björling (1686-1743) konstruerade ett 7-stämmigt orgelverk.[1]
- 1866: I den 1864 uppförda nya kyrkan installerade Åkerman & Lund Orgelbyggeri, Stockholm en 16-stämmig orgel med två manualer och pedal.
- 1959: Orgeln förstörs av brand.
- 1966: Marcussen & Søn, Aabenraa, Danmark byggde en helmekanisk orgel på den nyuppförda kyrkans norra läktare. Den planerades av Augustin Mannerheim, Grensholm, i samråd med orgelbyggarna. Uppställning och intonation utföres av driftledaren Bruno Christensen.

### Disposition
Ryggpositivet tjänstgör som huvudverk:
| Ryggpositiv I                        | Bröstverk II      | Pedalverk    | Koppel                |  |
| Principal 8'                         | Gedackt 8'        | Subbas 16'   | Bröstverk/ryggpositiv |  |
| Rörflöjt 8'                          | Principal 4'      | Oktava 8'    | Ryggpositiv/pedal     |  |
| Oktava 4'                            | Rörflöjt 4'       | Gedackt 8'   | Bröstverk/pedal       |  |
| Gedacktflöjt 4'                      | Oktava 2'         | Oktava 4'    |                       |  |
| Waldflöjt 2'                         | Nasat 1 1/3'      | Nachthorn 2' |                       |  |
| Sesquialtera II kor, 2 2/3' + 1 3/5' | Scharf II-III kor | Fagott 16'   |                       |  |
| Mixtur IV kor                        | Krumhorn 8'       |              |                       |  |
| Trumpet 8'                           | Tremulant         |              |                       |  |
| Tremulant                            | Crescendosvällare |              |                       |  |

### Diskografi
- The birds and the springs = fåglarna och källorna / Bengt Berg. SACD. Proprius Music PRSACD 7742. 2006. Inspelad 1974. - Även på LP Proprius PROP 7742.